# (1218) Астер
(1218) Астер (лат. Aster) — небольшой астероид внешней части главного пояса, который был обнаружен 29 января 1932 года немецким астрономом Карлом Вильгельмом Рейнмутом, работавшим в Гейдельбергской обсерватории. Был назван в честь рода растений (цветов) астра (нем. Aster).
Период обращения астероида вокруг Солнца составляет 3,405 года.